# Independencia de Jamaica

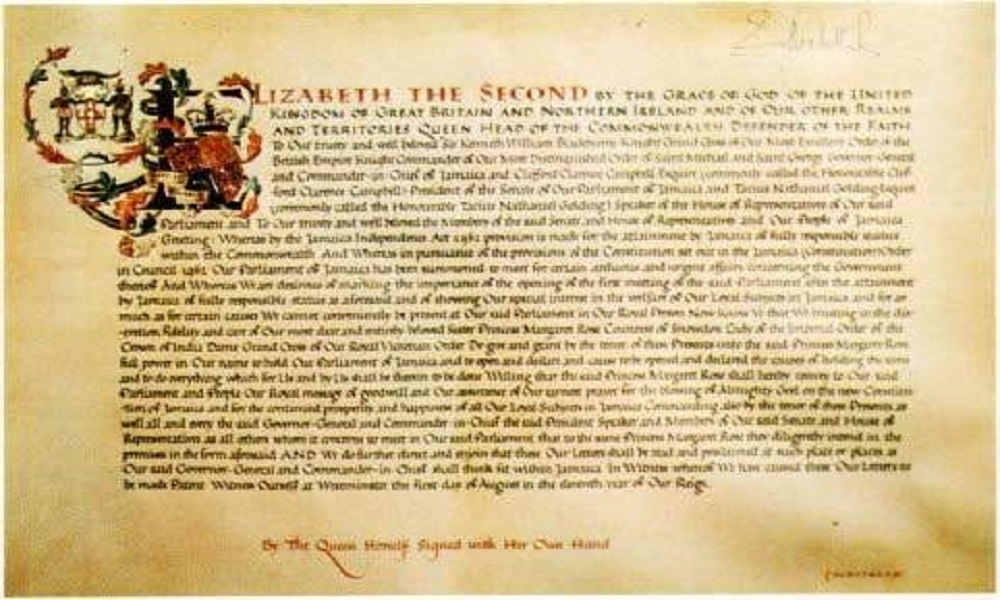
Texto de la proclamación de independencia de Jamaica

La colonia de Jamaica obtuvo su independencia del Reino Unido el 6 de agosto de 1962. En Jamaica, esta fecha se celebra como Día de la Independencia, un día de fiesta nacional.

## Historia de Jamaica

### Orígenes indígenas
La isla caribeña ahora conocida como Jamaica fue colonizada por los pueblos arawak y taínos, que se originaron en América del Sur. El explorador Cristóbal Colón descubrió Jamaica en 1494 durante su segundo viaje al "Nuevo Mundo"  y la reclamó para la Corona de Castilla. En ese momento, alrededor de doscientos pueblos existían en Jamaica, en gran parte se encontraban en la costa sur, que eran gobernados por los caciques.

### Mandato español
El Imperio Español comenzó su gobierno oficial en Jamaica en 1509, con la ocupación formal de la isla por el conquistador Juan de Esquivel y sus hombres. Los españoles esclavizaron a muchos de los nativos, y los obligaron a trabajar. El exceso de trabajo empezó a hacerles daño llegó hasta el punto de que muchos fallecieran cincuenta años después la llegada europea. Posteriormente, la falta de mano de obra indígena se resolvió mediante la incorporación de los esclavos africanos.
Decepcionado por la falta de oro en la isla, Juan de Esquivel utilizó principalmente a Jamaica como base militar empleada para ayudar a los colonizadores españoles en la América continental.

### Invasión y mandato inglés
Después de 146 años de dominio español, un gran grupo de marineros y soldados británicos aterrizaron en el Puerto de Kingston el 10 de mayo de 1655, durante la Guerra anglo-española de 1655-1660. Los ingleses, que habían puesto sus ojos en Jamaica después de una desastrosa derrota en un intento anterior para tomar la isla de La Española, se dirigieron hacia Villa de la Vega, el centro administrativo de la isla. Las fuerzas españolas se rindieron sin mucha lucha el 11 de mayo, muchos de ellos intentaron huir a la Cuba española o la parte norte de la isla.
La jurisdicción colonial británica sobre la isla se estableció rápidamente, con la Spanish Town cuyo nombre había sido cambiado por el nombre de la capital y con sede de la Cámara local de la Asamblea, y un legislador elegido directamente de Jamaica.

## Rebeliones y nacionalismo

### Cimarrones jamaicanos
Muchos exesclavos españoles utilizaron la guerra anglo-española como una oportunidad para liberarse y huyeron a las regiones montañosas y boscosas de la colonia para unirse a las tribus taínas. Como el matrimonio interracial se hizo muy frecuente, los dos grupos raciales fueron sometidos a la asimilación. Los esclavos escapados y sus descendientes, conocidos como los cimarrones de Jamaica, fueron la fuente de muchas perturbaciones en la colonia, atacando plantaciones y ocupando partes del interior de la isla. Esclavos africanos importados intentaron escapar con frecuencia a territorio cimarrón, conocido como Cockpit Country. Durante los primeros setenta y seis años de dominio británico, escaramuzas entre guerreros cimarrones y el ejército británico crecieron cada vez más, junto con rebeliones de los negros esclavos.
Estos conflictos culminaron en 1728, cuando la primera guerra cimarrón comenzó entre los ingleses y los cimarrones. Debido al denso bosque de Cockpit Country, los cimarrones tenían ventaja sobre los británicos. Los británicos no pudieron derrotar a los cimarrones. Tras las negociaciones, se les concedieron a los cimarrones semi-autonomía dentro de sus cinco ciudades, viviendo bajo un supervisor británico y su líder nativo, Leonard Parkinson.
En 1795 las tensiones entre los cimarrones y los británicos estallaron en la segunda guerra cimarrón. El conflicto terminó de manera menos favorable para los cimarrones, con un "punto muerto sangriento" reinante en la isla durante cinco meses. Tras la liberación de los esclavos por los cimarrones, el mayor general George Walpole colocó trampas para los cimarrones en la Parroquia de Trelawny a través de postes y sabuesos armados, llevando a los cimarrones a la derrota a principios de enero de 1796. Temiendo de su futuro por la victoria británica, los cimarrones abrieron discusiones en marzo de 1796. Esta tardanza fue utilizada como excusa para deportar la gran mayoría de los cimarrones a Nueva Escocia. Ellos fueron posteriormente trasladados a Sierra Leona.

### Garvey
La esclavitud en el Imperio Británico fue abolida por la Ley de abolición de la esclavitud en 1807. Después de un período de intenso debate, a la población nativa y africana de Jamaica se le concedió el derecho de voto; al igual que en el siglo XIX, el gobierno permitió que algunos de ellos ocuparan cargos públicos. A pesar de estos logros, los miembros blancos elitistas de la sociedad colonial de Jamaica continuaron manteniendo el poder real. 
Durante la primera mitad del siglo XX, el líder de raza negra más notable fue Marcus Garvey, un líder sindical y defensor del nacionalismo negro. Garvey, además de que apoyaba la independencia de Jamaica y otras colonias, promovió el movimiento del regreso a África, y pidió a todos de ascendencia africana a volver a los países de origen de sus antepasados. Garvey se enfrentó con el gobierno colonial para mejorar las condiciones de vida de los pueblos indígenas en las Indias Occidentales. Al regresar de los viajes internacionales, fundó la Asociación Universal de Desarrollo Negro y la Liga de Comunidades Africanas, que promueve los derechos civiles para los negros en Jamaica y en el extranjero.
A Garvey le cayó una condena de cinco años de prisión en la Penitenciaría Federal de Atlanta basado en acusaciones de defraudar a los inversores en la liga,  tras lo cual fue deportado a Jamaica en noviembre de 1927, después de que su pena fuera conmutada por el presidente Calvin Coolidge. Después de regresar a su lugar de nacimiento, Garvey intentó y fallo en ser elegido en cargos públicos. La última derrota se atribuye a sus seguidores que carecieron de las calificaciones de los votantes adecuados. A pesar de estas deficiencias, Marcus Garvey es considerado como un héroe nacional en la actual Jamaica.

### Política de partidos
El aumento del sentimiento nacionalista en la Jamaica colonial se atribuye principalmente a la falta de trabajo de 1934 a 1939 de las Indias Occidentales Británicas, que protestó por las desigualdades de riqueza entre los habitantes nativos y británicos de las Indias Occidentales Británicas. A través de estas opiniones populares, Alexander Bustamante, un prestamista de raza blanca, subió a la prominencia política y fundó la Unión Industrial Comercial Bustamante. Bustamante defendió la autonomía de la isla, y un mayor equilibrio de poder. Él capturó la atención y la admiración de muchos jóvenes jamaicanos negros con sus apasionados discursos en nombre de los trabajadores de Jamaica. Después de una protesta en la costa en septiembre de 1940, fue detenido por las autoridades coloniales y permaneció encarcelado durante casi dos años.
Como la Unión Industrial Comercial Bustamante obtuvo un apoyo, un primo de Alexander Bustamante, Norman Manley, fundó el Partido Popular Nacional (PNP), un movimiento socialista democrático que también defendió los sindicatos. Aunque Bustamante fue originalmente un miembro fundador de la PNP, renunció a su posición allí en 1939, citando sus tendencias socialistas como "demasiado radical".
En julio de 1943, Bustamante puso en marcha el Partido Laborista de Jamaica (JLP), que sus oponentes ignoraron por ser solo una etiqueta política de la Unión Industrial Comercial Bustamante. En las siguientes elecciones, el JLP derrotó al PNP con una ventaja de 18 puntos en la Cámara de Representantes de Jamaica.
Al año siguiente, el JLP promulgó una nueva constitución que otorgaba el sufragio universal de los adultos, deshaciendo las normas de elegibilidad de los electores puestos en marcha por los británicos. La nueva constitución, que se hizo oficial el 20 de noviembre de 1944, estableció un sistema legislatívo bicameral y organizó un Consejo Ejecutivo compuesto por diez miembros de la legislatura y presidido por el nuevo cargo de primer ministro, el jefe de gobierno. También se estableció un sistema de pesos y contrapesos para este consejo.

## Camino a la independencia, 1945-1962
Mientras que la Segunda Guerra Mundial llegaba a su fin, un movimiento de barrido de la descolonización superó el mundo. El gobierno británico y los políticos locales iniciaron una larga negociación para convertir a Jamaica en un estado independiente. La escena política estaba dominada por el PNP y el JLP, con las casas del legislador en manos de la conmutación entre los dos a lo largo de la década de 1950.
Después de que Norman Manley fuese elegido primer ministro en 1955, se aceleró el proceso de descolonización a través de varias enmiendas constitucionales. Estas modificaciones permitieron una mayor autonomía y estableció un gabinete de ministros en virtud de un primer ministro de Jamaica.
Bajo Norman Manley, Jamaica ingresó a la Federación de las Indias Occidentales, una unión política de las islas del Caribe (solo de colonias británicas) que, si hubiera sobrevivido, habría unido diez territorios coloniales británicos en un solo estado, independiente. La participación de Jamaica en la federación era impopular, y los resultados del referéndum de 1961 celebrado por el primer ministro Norman Manley consolidó la retirada de la colonia de la unión en 1962. La Federación de las Indias Occidentales se derrumbó en ese año, unos meses más tarde, tras la salida de Trinidad y Tobago.

## Independencia
En las elecciones de 1962, el JLP derrotó al PNP, lo que acabó en la ascensión de Alejandro Bustamante a la jefatura del gobierno en abril de ese año. El 19 de julio de 1962, el Parlamento del Reino Unido aprobó el Acta de Independencia de Jamaica, la concesión de la independencia a partir del 6 de agosto. En ese día, la Union Jack se bajó ceremoniosamente y se sustituyó por la bandera de Jamaica en todo el país. La Princesa Margarita abrió la primera sesión del Parlamento de Jamaica, en nombre de su hermana.
Se llevó a cabo el Primer Festival de la Independencia de Jamaica.

## Desde 1962
Alexander Bustamante se convirtió en el primer ministro de Jamaica, y se unió a la Mancomunidad de Naciones, una organización que agrupa a las antiguas colonias británicas. Jamaica sigue siendo un reino de la Commonwealth, con el monarca británico Carlos III, que queda como Rey de Jamaica y jefe del estado.
Jamaica pasó sus primeros diez años de independencia bajo gobiernos conservadores, con su economía experimentando un crecimiento continuo. Sin embargo, como lo había sido en gran parte de su historia, la Jamaica independiente estaba plagada de problemas con la desigualdad de clases. Después de que la economía mundial experimentara un deterioro, la izquierdista PNP volvió al poder después de las elecciones de 1972. Condiciones económicas inciertas preocuparon al país en la década de 1980.
Michael Manley, el hijo de Norman Manley, dirigió lo que era en gran parte del PNP a la oposición de todo el desarrollo de Jamaica independiente, se convirtió en el Cuarto primer ministro de Jamaica y mantiene el estado del Partido Nacional del Pueblo como una de los dos principales facciones políticas del país.

### Legado colonial
Mientras que la independencia es ampliamente celebrada dentro de la sociedad jamaicana, se ha convertido en un tema de debate. En 2011, una encuesta mostró que aproximadamente el 60% de los jamaicanos piensa que el país estaría mejor si todavía estuviera bajo el dominio británico, citando años de mala gestión social y fiscal en el país.